# كروتون سقطري
كروتون سوقطري (الاسم العلمي: Croton socotranus) هو نوع نباتي يتبع جنس الكروتون من فصيلة الحلابية.